# Csesztreg
Csesztreg là một thị trấn thuộc hạt Zala, Hungary. Thị trấn này có diện tích 23 km², dân số năm 2010 là 785 người, mật độ 34 người/km².